# Myiodola flavicollis
Myiodola flavicollis là một loài bọ cánh cứng trong họ Cerambycidae.